# 北川千尋
北川 千尋（きたがわ ちひろ、1980年9月1日 - ）は、日本のAV女優。株式会社バルドエージェンシー所属。

## 人物
血液型:A型。趣味:旅行。特技:お菓子作り・バドミントン。

## 出演作品

### アダルトビデオ
2010年
- 叔母のデカ尻2 北川千尋 新村まり子（2010年11月18日、AROUND）
- 近親相姦 美尻母さん 北川千尋（2010年12月16日、センタービレッジ）
- 爆尻妻中出し 北川千尋 （2010年12月28日、小林産業）

2011年
- キャビンアテンダント 女教官豚鼻実習 北川千尋（2011年3月1日、シネマジック）
- 近親相姦 母の尻 北川千尋（2011年3月9日、ルビー）
- 息子の親友に寝取られた巨乳母 北川千尋（2011年4月15日、STAR PARADISE）
- 満尻婦人 ～お尻自慢の貪欲尻振り人妻～ 北川千尋（2011年10月14日、なでしこ）

2012年
- 人妻の受精派遣 家族の為に望まない受精をする妻たち 美月和美 (2012年6月17日、ジュエル)
- 大衆ソープに堕ちた妻 北川千尋（2012年8月16日、タカラ映像）

2013年
- 尼僧レズビアン トリプルレズ 欲深き尼僧の術策 北川千尋 五十嵐しのぶ 城野絵里香（2013年9月1日、U&K）
- 変態願望 股縄婦人 北川千尋（2013年11月13日、赤ほたるいか/妄想族）